# Manel Anoro
Manel Anoro es un pintor nacido en Barcelona el 13 de junio de 1945. Su obra se encuentra repartida principalmente por Estados Unidos y, en menor proporción por España, otros países de Europa, Canadá, México y Japón.

### Orígenes
Su trayectoria es poco común en el mundo del arte. Inició su carrera como pintor profesional después de haber ejercido durante bastantes años en diversos –y a veces opuestos- campos profesionales.
Su infancia transcurre entre modas y modelos en el taller de modistería de su madre en Barcelona. Es en el colegio de párvulos descubre el poder apabullante que tienen los dibujos y caricaturas irónicos -sarcásticos- sobre profesores y alumnos. Esta actitud de describir con sencillos y rápidos dibujos el entorno y situación de cada momento de su vida, es algo que ya no abandonó jamás.

#### Formación
Cursa la carrera de Ingeniero Agrícola (1965) en la Universidad de Barcelona. Una vez obtenido el título, empieza también en Barcelona, Ciencias Económicas. En mayo de 1968, por su activa participación en la lucha política de las universidades españolas contra la dictadura de Franco, es expulsado de la Universidad. En 1970 ingresa en la empresa de informática IBM, donde ejerce como Técnico de Sistemas durante diecinueve años (en 1971 se amnistía a los expulsados de la universidad lo que permite acabar Ciencias Económicas). En 1989 termina su compromiso con IBM para dedicarse exclusivamente a la pintura.

#### Trayectoria artística
Su primera exposición es en Barcelona en el año 1984, y desde entonces ha realizado 31 exposiciones individuales en Estados Unidos, 23 en España, 6 en Europa y 4 en el Japón. Aparte, ha participado en Ferias Internacionales (Miami, New York, Los Ángeles, Chicago, Madrid, Barcelona) y en un gran número de exposiciones individuales y colectivas.
| Exposiciones individuales |                          |                   |           |
| 1984                      | C C Guinardó             | Barcelona         | España    |
| 1985                      | Galeria Antígona         | Ciudadela         | España    |
| 1986                      | Galería Antígona         | Ciudadela         | España    |
| 1987                      | Galería B.Diagonal       | Barcelona         | España    |
| 1987                      | Caixa de Pensions        | Alayor            | España    |
| 1998                      | Galería Prisma           | Vilanova i Geltrú | España    |
| 1988                      | Galeria Quatre Cantons   | Olot              | España    |
| 1989                      | Galería Kreisler         | Barcelona         | España    |
| 1989                      | Galeria Quatre Cantons   | Olot              | España    |
| 1990                      | Galeria Kreisler         | Madrid            | España    |
| 1990                      | Sekura Gallery           | Tokio             | Japón     |
| 1990                      | Galeria Dama             | Calafell          | España    |
| 1991                      | Am Openring Gallery      | Viena             | Austria   |
| 1991                      | Galeria Bennassar        | Pollensa Mallorca | España    |
| 1991                      | Galeria Francesc Collell | Olot              | España    |
| 1992                      | Galeria Kreisler         | Madrid            | España    |
| 1992                      | Seibu - Gallery          | Tokio             | Japón     |
| 1992                      | Seibu - Gallery          | Sapporo           | Japón     |
| 1992                      | Yugen Gallery            | Tokio             | Japón     |
| 1992                      | Galeria Can Norat        | Gerona            | España    |
| 1992                      | Galeria Calder           | Barcelona         | España    |
| 1993                      | Caldwell Snyder Gallery  | San Francisco     | USA       |
| 1993                      | Galeria Bennassar        | Pollensa Mallorca | España    |
| 1993                      | Caldwell S.              | New York          | USA       |
| 1994                      | Caldwell Snyder Gallery  | San Francisco     | USA       |
| 1994                      | Merryl Chase Gallery     | Chicago           | USA       |
| 1994                      | Caldwell Snyder Gallery  | Miami             | USA       |
| 1995                      | Caldwell Snyder Gallery  | New York          | USA       |
| 1995                      | Caldwell Snyder Gallery  | San Francisco     | USA       |
| 1995                      | Caldwell Snyder Gallery  | Miami             | USA       |
| 1996                      | Caldwell Snyder Gallery  | San Francisco     | USA       |
| 1996                      | Merryl Chase Gallery     | Chicago           | USA       |
| 1996                      | Granero Art Gallery      | Bruxelles         | Bélgica   |
| 1996                      | Caldwell Snyder Gallery  | New York          | USA       |
| 1996                      | Caldwell S. - Seattle    | Seattle           | USA       |
| 1996                      | Caldwell S. - New T.     | Hong Kong         | Hong Kong |
| 1997                      | Caldwell Snyder Gallery  | New York          | USA       |
| 1998                      | Galeria Kreisler         | Madrid            | España    |
| 1998                      | Riverside Museum         | Los Ángeles       | USA       |
| 1998                      | Caldwell Snyder Gallery  | San Francisco     | USA       |
| 1998                      | Caldwell Snyder Gallery  | New York          | USA       |
| 1999                      | Caldwell Snyder Gallery  | New York          | USA       |
| 1999                      | Caldwell Snyder Gallery  | San Francisco     | USA       |
| 2000                      | Caldwell Snyder Gallery  | San Francisco     | USA       |
| 2000                      | Granero Art Gallery      | Bruxelles         | Bélgica   |
| 2000                      | Galeria Pérgamon         | Barcelona         | España    |
| 2001                      | Caldwell Snyder Gallery  | Carmel            | USA       |
| 2001                      | Caldwell Snyder Gallery  | New York          | USA       |
| 2002                      | Galería Kreisler         | Madrid            | España    |
| 2003                      | Caldwell Snyder Gallery  | New York          | USA       |
| 2003                      | Galería Kreisler         | Madrid            | España    |
| 2003                      | Caldwell Snyder Gallery  | Carmel            | USA       |
| 2004                      | Galería Pergamon 4       | Barcelona         | España    |
| 2005                      | Galeria Art al 7         | Andorra           | Andorra   |
| 2005                      | Caldwell Snyder Gallery  | San Francisco     | USA       |
| 2005                      | Caldwell Snyder Gallery  | New York          | USA       |
| 2005                      | Trajan Gallery           | Carmel            | USA       |
| 2006                      | Caldwell Snyder Gallery  | New York          | USA       |
| 2006                      | Galería Dama             | Calafell          | España    |
| 2006                      | Galeria Kreisler         | Madrid            | España    |
| 2007                      | Caldwell Snyder Gallery  | Santa Helena      | USA       |
| 2007                      | Galería Art al 7         | Andorra           | Andorra   |
| 2008                      | Galeria El Claustre      | Gerona            | España    |
| 2008                      | Caldwell Snyder Gallery  | San Francisco     | USA       |
| 2009                      | Galería Pergamon 4       | Barcelona         | España    |
| 2009                      | Caldwell Snyder Gallery  | New York          | USA       |
| 2009                      | Galería El Claustre      | Figueres          | España    |
| 2010                      | Galeria Kreisler         | Madrid            | España    |
| 2010                      | Campton Gallery NY       | New York          | USA       |
| 2010                      | Caldwell Snyder Gallery  | Santa Helena      | USA       |
| 2011                      | Caldwell Snyder Gallery  | San Francisco     | USA       |
| 2011                      | Campton Gallery NY       | New York          | USA       |
| 2012                      | Caldwell Snyder Gallery  | Santa Helena      | USA       |
| 2013                      | Aura Galería             | México DF         | México    |
| 2013                      | Galería El Claustre      | Figueres          | España    |
| 2014                      | Caldwell Snyder Gallery  | New York          | USA       |
| 2015                      | Galeria Kreisler         | Madrid            | España    |
| 2015                      | Galería El Claustre      | Gerona            | España    |
| 2016                      | Aura Galería             | México DF         | México    |
| 2016                      | Caldwell Snyder Gallery  | Santa Helena      | USA       |
| 2017                      | Galería El Claustre      | Figueres          | España    |
| 2017                      | Convent Sant Diego       | Alayor            | España    |
| 2018                      | Galeria Barnadas         | Barcelona         | España    |
| 2019                      | Castell Benedormiens     | Castell d'Aro     | España    |

### Actualidad
Su obra está actualmente muy centrada en la descripción de ambientes que le atraen especialmente: barrios de Cuba, pueblos de Senegal, paisajes de Marruecos o Menorca (donde tiene su segundo estudio). El desnudo es otra de las constantes de su carrera y sus últimos cuadros en este género acostumbran a representar dos modelos posando en conjunto.

### Concepto pictórico
Esta es una declaración del propio artista, acerca de Matisse, que define acertadamente su actitud de complacencia con su retina:

«...creo que Matisse, en oposición a la mayoría de los artistas de su generación -entre ellos Picasso- mantuvo una lucha titánica consigo mismo, al querer, por un lado, ser alguien innovador en el mundo del arte, y por otro no poder evitar que aflorara en él esta sublime complacencia, esta plácida conformidad, que provoca el estar de acuerdo que las cosas, que la imagen que percibimos de esas cosas, sean como son y no de otra manera»